# ハリー・フレイジー
ハリー・ハーバート・フレイジー（Harry Herbert Frazee, 1880年6月29日 - 1929年6月4日）は、アメリカ合衆国の芸能事務所所有者、劇場プロデューサー、舞台演出家、メジャーリーグベースボールのボストン・レッドソックスの球団経営者(1916年-1923年)。ベーブ・ルースをニューヨーク・ヤンキースにトレードしてバンビーノの呪いを引き起こしたことで知られる。

## 経歴
1880年にイリノイ州ピオリアで生まれた。

### レッドソックスのオーナー
1916年にジョセフ・ ラニンよりボストン・レッドソックスを約50万ドルで買収しオーナーに就任した。1918年のワールドシリーズにおいてレッド ソックスは優勝したが、1919年、アメリカンリーグ6位となった。オーナー職は1923年まで務めたが、財政の問題からベーブ・ルースをニューヨーク・ヤンキースに放出するなど度重なる有力選手放出を行い、「バンビーノの呪い」を引き起こした。

### ベーブ・ルース放出とバンビーノの呪い
球団を50万ドルのローンで購入したこととブロードウェイ・ショーの制作も行っていたことから資金集めに困窮し、球団は極度の財政難に陥った。このため1918年シーズン終了後から資金確保を目的に主力選手の放出が開始された。中でもベーブ・ルースは1919年に当時の年間最多本塁打記録となる29本塁打を記録したことで、前年に1万ドル（現在の金銭価値で約11万ドル）をもらっていながらその倍の2万ドル（現在の金銭価値で約22万ドル）を要求しており、極度の財政難にあったレッドソックスには重荷となっていた。その為、12万5千ドル（現在の金銭価値で約135万ドル）の金銭獲得と30万ドル（現在の金銭価値で約325万ドル）以上の負債の肩代わりを名目に、ヤンキースへと放出した。これには良きライバルとして互いの興行収入を上げようとの狙いもあったが、両チームはその後明暗がはっきりと分かれてしまった。
ヤンキースは「ボルチモア・オリオールズ」(現存球団とは別)としての発足以来低迷が続いていたが、ルース移籍2年目の1921年に早くも初のリーグ優勝を果たすと、その2年後の1923年には初の世界一まで達成し、20世紀中に37回のリーグ優勝と26回のワールドシリーズ制覇を経験する 強豪球団へ変貌した。一方のレッドソックスは1918年までに6回のリーグ優勝と5回のワールドシリーズ制覇を経験していたが(1904年はニューヨーク・ジャイアンツの対戦拒否によりワールドシリーズ非開催)、1919年から15年連続負け越し、特に1925年から1930年にかけては6年連続最下位を記録する有様であった。1934年まで勝率5割に届かなかった。その後1946年に28年ぶりのリーグ優勝を果たすも、20世紀中はこの年を含め4度出場したワールドシリーズ全て3勝4敗で敗退し、ワールドシリーズ制覇は更に58年後（1918年から通算して86年後）の2004年まで待つこととなりメジャーリーグ史上3番目に長い低迷であった。
フレイジーはニューヨークで行われる舞台作品に多く携わっており、最もよく知られた作品は『ノー・ノー・ナネット』で、ルースのトレード費用でまかなわれたとされる。スポーツ記者のフレッド・リーブの記事において、ブロードウェイ・ミュージカルの費用のためにルース を売却したと暗喩し批判的に描いた。これが「バンビーノの呪い」の中心的要素となった。
実際、フレイジーとアメリカンリーグ創立者で会長のバン・ジョンソンの間にあった長年のいさかいやフレイジーの経済問題も絡んでいる。フレイジーは、リーグで初めてジョンソン選任以外のオーナーであり、ジョンソンの介入を望んでいなかった。フレイジーがジョンソンの友人であるエド・バローを監督に起用したことで落ち着いたかに思われたが、アメリカが第一次世界大戦に参戦したことについて意見が合わず、フレイジーはジョンソンを声高に批判した。これに対しジョンソンはフレイジーをレッドソックス経営から外すべく大規模キャンペーンを開始した。
1919年夏、投手カール・メイズが職場放棄をしたことからいさかいは大きくなった。ジョンソンはメイズに謹慎させたかったが、フレイジーは当時停滞していたヤンキースへ売却した。ジョンソンはヤンキースのオーナーのジェイコブ・ルパートとキャップ・ハストンにより良い選手を獲得できるよう約束したが叶えられなかった。メイズの動向はアメリカンリーグをヤンキース、レッドソックス、シカゴ・ホワイトソックス、そしてその他の5球団、通称「ロイヤル・ファイブ」に分割されるきっかけとなった。
このような状況下、フレイジーは身動きが取れずついにルースを手放すことにした。ジョンソンの圧力の下、ロイヤル・ファイブはフレイジーの要求を拒否した。 ジョンソンは事実上ホワイトソックスまたはヤンキースとの契約に限った。ルースの獲得に、ホワイトソックスは6万ドルでジョー・ジャクソンとのトレードを希望したが、ヤンキースは前払い現金2万5千ドル、2万5千ドルの約束手形3枚、フェンウェイ・パークのローン30万ドルの肩代わりを提示した。ラニンが、1919年11月までに支払われるべきレッドソックスの売却金額の一部を使ってしまっていたこともあり、フレイジーにはもうヤンキースの要求を呑む以外になかった。1920年1月5日からルースはヤンキースの所属となった。

### フェンウェイ・パーク
ルースのトレードはレッドソックスとヤンキースの以前からのライバル関係を確固たるものにした。数か月後、フェンウェイ・パークについても両球団で引っ張り合いとなった。
フレイジーがレッドソックスを買収した時、フェンウェイ・パークはそれに含まれていなかった。しかしフェンウェイ・リアルティ・トラストから年3万ドルで借りることができた。トラストの株の多くは『ボストン・グローブ』紙出版者テイラー家が所有していた。1904年から1911年、テイラー家がレッドソックスを所有しており、フェンウェイを建てたのである。現在でも彼らは少ないながらもオーナーシップを所有している。これによりフレイジーは困難な立場となっていた。もしジョンソンがフランチャイズを無効にしたら、新たなオーナーが球場を借りやすくなる。1919年8月、フレイジーはラニンやテイラー家が所有する株の買収の交渉を始めた。この過程でもしジョンソンがフレイジーから球団を取り上げたら、オーナー候補者が球団は獲得できても球場はないというリスクを負うこととなる。
しかしフェデラル・リーグの支払いを誰がするか議論が起こりフレイジーは施設への支払いを停止した。1920年春、ラニンはレッドソックスを差し押さえられるという恐れから完済した。フレイジーはラニンの許可なく選手のトレードや球団の買収はできなくなり、ラニンは効果的に球団をコントロールすることができた。ラニンはフェンウェイ・リアルティ・トラストでの自身の株を売却すると脅し、フレイジーが球団を手放せば新たに球場を買収する者も出てくる可能性があった。ようやくラニンとフレイジーは合意に達した。ラニンはフェデラルリーグへの支払いに同意し、フレイジーが球場を買収することに異議を唱えないことになった。そのかわり、フレイジーは支払いを再開した。5月3日、フレイジーとテイラーはローンの残りを支払う契約をし、フレイジーはフェンウェイ・パークの単独のオーナーとなった。
フレイジーは念のため30万ドルのローンをヤンキースから確保し、二番抵当として使用した。

### ヤンキースとの関わり
フレイジーはルースのトレード資金を他の選手獲得に使うつもりであった。しかし特に1918年から彼の劇場運営がうまくいっておらず、フェンウェイ・パークとレッドソックスの両方の運営も困難となった。フェンウェイ・パークが再び抵当に入り、フレイジーの資金難はますます厳しくなった。資金を得るため優秀な選手をトレードに出さなくてはならなくなった。しかしルースがヤンキースを離れた後もロイヤル・ファイブとの契約は難しかった。ブラックソックス事件の後、ホワイトソックスの評判は失墜しており、ヤンキース以外に手はなかった。事実上、その後3年間でレッドソックスの主力選手ほとんどがヤンキースにトレードされ、フレイジーは30万5千ドルを獲得した。
1918年から1923年にフレイジーがルース以外にヤンキースにトレードした選手を以下に示す。
- ブレット・ジョー・ブッシュ — 1921年12月。ヤンキースにおいてペナントで2回ピッチャーを務めた。リップ・コリンズ、ロジャー・ペキンポー、ビル・ピアシー、ジャック・クインとのトレード。
- ジョー・ドゥガン — 1922年7月。ヤンキースにおいてペナントで5回登板した。チック・フュースター、エルマー・ミラー、ジョニー・ミッチェル、レフティ・オドールとのトレード。
- ハーヴェイ・ヘンドリック — 1923年1月。レッドソックスでは登板していないが、1923年、ヤンキースにおいてワールドシリーズに出場した。アル・デヴォーマーとのトレード。デヴォーマーの生涯平均打率は0.308であったが、トレード後は0.254になった。
- ウェイト・ホイト — 1920年12月。ハリー・ハーパー、ウォリー・シャング、マイク・マクナリーと共にデル・プラット、マディ・ルール、ハンク・トーマレン、サミー・ヴィックとのトレード。ヤンキースに10年在籍し、ワールドシリーズに7回出場した。
- サド・サム・ジョーンズ — 1921年12月。ジョー・ブッシュとのトレード。ヤンキースで5年投球。
- カール・メイズ — 1919年7月。ボブ・マグロウ、アラン・ラッセルとのトレード。1920年、自身の投球がレイ・チャップマンに当たり死亡し、無罪判決であったが「ペルソナ・ノン・グラータ」と呼ばれるようになった。
- ハーブ・ペノック — 1923年1月。キャンプ・スキナー、ノーム・マクミラン、ジョージ・ミュレイとのトレード。1933年までヤンキースに在籍し、5度のワールドシリーズで投球した。
- ジョージ・ピグラス — 1923年1月。アル・デヴォーマーとのトレード。レッドソックスで登板したことはないが、11年間の経歴の中でヤンキースにおいて3回ペナントに出場した。ルー・ゲーリッグ
- ウォリー・シャング — 1920年12月。プラット、ルール、トーマレン、ヴィックとのトレード。ヤンキースにおいて3回ペナントで捕球した。
- エベレット・スコット — ジョー・ブッシュとのトレード。連続試合出場記録を持っていたがルー・ゲーリッグに破られた。
- エルマー・スミス — 1922年7月。ジョー・ドゥガンとのトレード。ワールドシリーズにおいてクリーブランド・インディアンスとしてブルックリン・ロビンスと対戦してワールドシリーズ史上初の満塁本塁打となった。

百科事典にはこの時期の他球団へのトレードも含め40回分記されているが、上記は1918年から1923年のフレイジーによるヤンキースとのトレードを記載している。
当時ヤンキースとのこれらのトレードは批判を浴び、またレッドソックスは不運に陥っていった。レッドソックスにトレードされた選手たちの多くが怪我に苦しんだ。しかし1921年にバローがライバルであるヤンキースのゼネラルマネージャーとなってしまった。バローはヤンキースにトレードされた選手のほとんどを管理することができた。

### レッドソックスの売却
1921年、反セム主義の『Dearborn Independent 』においてフレイジーは球界に残る多くのユダヤ人の1人だと悪意に満ちた記事を書いた。フレイジーはユダヤ人ではなかったが、長年伝わるブロードウェイの興行主のステレオタイプからこのように決めつけた。フレイジーはトレードの混乱や実父の死により反論する気力もなかった。この記事はフレイジーを打ちのめした。フレイジーはジョンソンの取り巻きであったボブ・クイン率いる中西部の事業者のシンジケートに売却しようとし、1916年に買収した時の約2倍の120万ドルで売却した。皮肉にもクイン所有のレッドソックスは主要な投資家の1人が亡くなった後ひどい低迷期に入っていった。

### 死

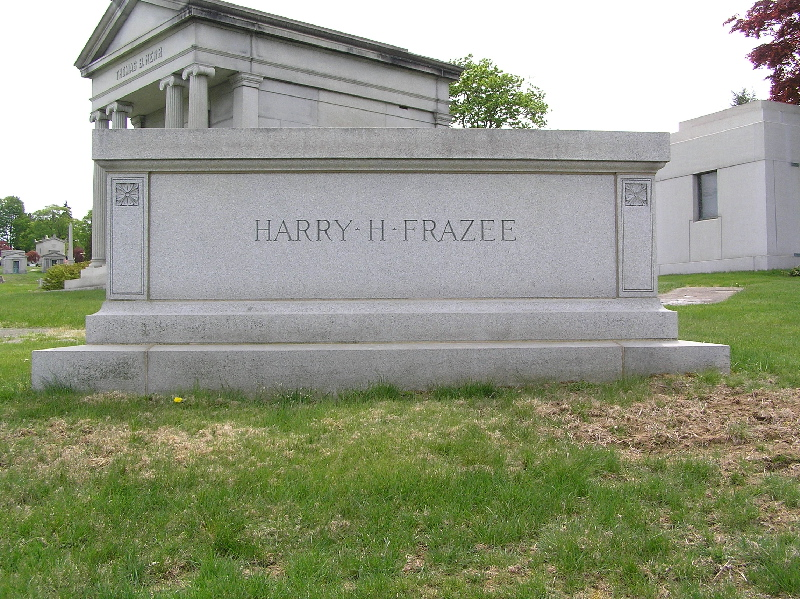
ケンシコ墓地にあるフレイジーの墓

1929年、ニューヨークのパーク街の自宅にて妻と息子に見守られながら腎不全で死去した（満48歳没）。ルー・ゲーリッグ、エド・バローが眠るケンシコ墓地に埋葬された。

## 『The Top 5 Reasons You Can't Blame...』
2005年、ESPNクラシック放送の『The Top 5 Reasons You Can't Blame... 』においてトレードについて分析し、なぜフレイジーが球団を所有し続けられなかったのかを解説した。
- 第5、第一次世界大戦: 戦中、登録選手が激減し、ルースは投手と外野手を兼任し、ホームラン・ヒッターとなった。選手たちが戻ってくる頃にはルースのホームランが話題になっており、ルース自身もう投手をする気がなくなり、球団内でもルースの存在は大きくなっていた。
- 第4、バン・ジョンソン: 1901年のアメリカンリーグ創立時からの会長で、クリーブランド・インディアンス、デトロイト・タイガース、フィラデルフィア・アスレチックス、セントルイス・ブラウンズ、ワシントン・セネタースの5球団に圧力をかけ、フレイジーがヤンキースとホワイトソックスとしか交渉できないようにした。
- 第3、ベーブ・ルースの奇行: 夕方バーで過ごすことが多く、試合数時間前にも飲酒することがあった。何度か試合をすっぽかし、1919年度を最後にレッドソックスを離れた。

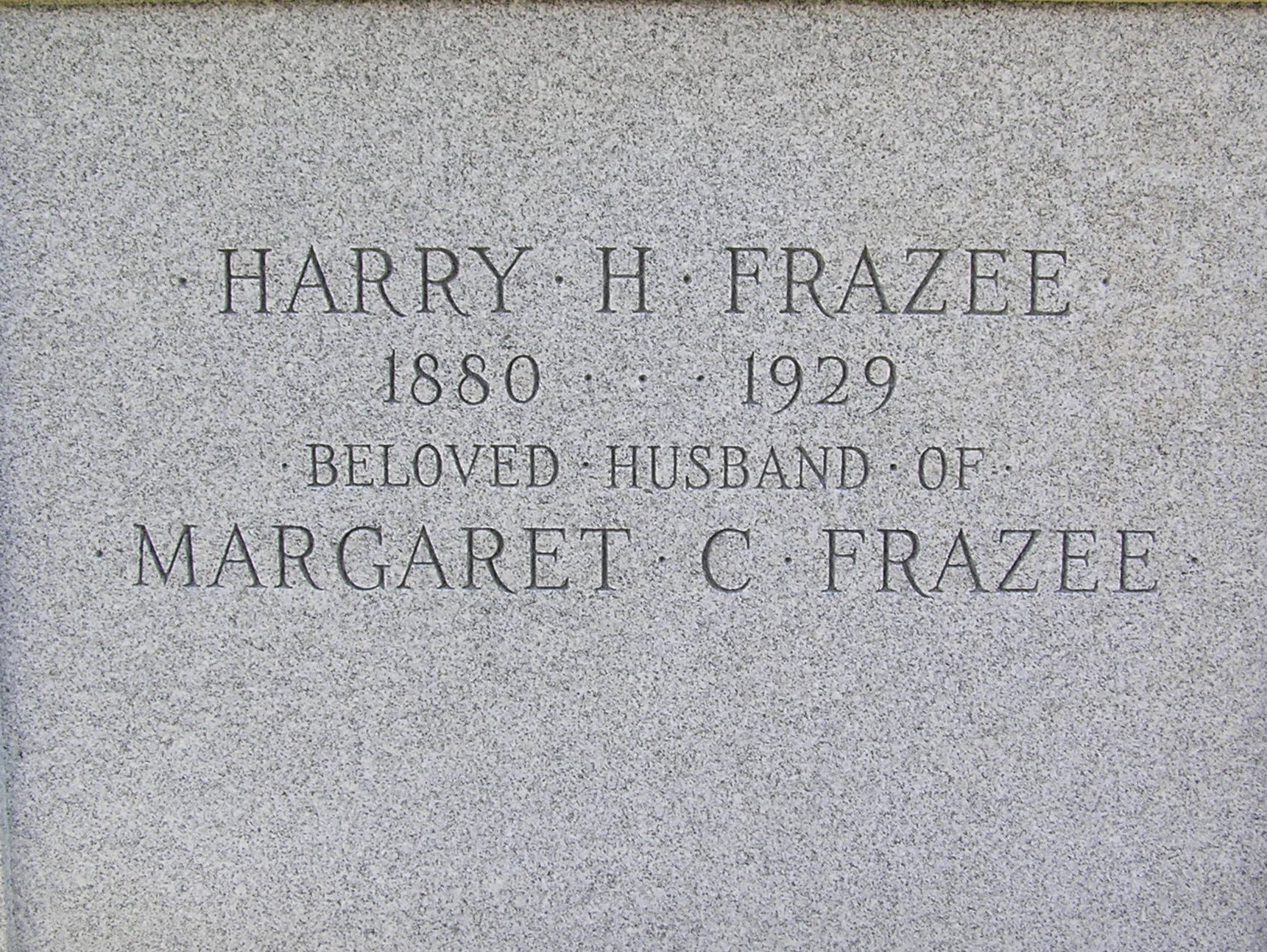
フレイジーの墓標。「妻マーガレットに愛されたハリー・フレイジー(1880年-1929年)」

- 第2、エド・バロー: フレイジーの右腕であるバローはゼネラルマネージャーおよび監督を兼任した。フレイジー同様バローもルースがいかにトラブルメーカーであるかを知っていた。ルースのヤンキースへのトレード時、バローには希望の選手がいなかった。奇妙な展開としてバローは1920年度終了後レッドソックスを離れ、他ならぬヤンキースのゼネラルマネージャーとなり、レッドソックスからトレードされた7名の選手たちと共に1923年のワールドシリーズでヤンキースを優勝に導いた。
- 第1、ベーブ・ルースの放出: 1919年度終了後、ルースはそれまでの2倍の年俸2万ドルを要求した。この間ルースはボクシングや俳優など他の道も模索していた。フレイジーは1918年度、1919年度共にルースにボーナスを与えていたためこの要求に落胆した。ルースはこれまで試合をすっぽかすなど複数の要因があり、要求が高すぎたためフレイジーは放出以外の選択肢を考えられなくなっていた。

フレイジーはルースとホワイトソックスのジョー・ジャクソンとのトレードを望んでいたが、ブラックソックス事件により計画倒れとなった。

## 関連事項
- バンビーノの呪い
- Longacre Theatre
- No, No, Nanette
- A Pair of Sixes